# Chlumec nad Cidlinou
Chlumec nad Cidlinou là một thị trấn thuộc huyện Hradec Králové, vùng Královéhradecký, Cộng hòa Séc.